# إتش دبليو. برادلي
إتش دبليو. برادلي (بالإنجليزية: H. W. Bradley)‏ هو مصور أمريكي، ولد في 1813، وتوفي في 1891.